# هاچی‌اوجی ۶۶۱۲
سیارک ۶۶۱۲ (به انگلیسی: 6612 Hachioji، نامگذاری:1994EM1) شش هزار و ششصد و دوازدهمین سیارک کشف شده‌است که در ۱۰ مارس ۱۹۹۴ کشف شد.
قدر مطلق سیارک برابر ۲۶.۹ است.